# Gift Wrapped
Gift Wrapped is de dertiende aflevering van het zevende seizoen van het tienerdrama Beverly Hills, 90210, die voor het eerst werd uitgezonden op 18 december 1996.

## Verhaal
Als de vrienden bij elkaar zitten in de Peach Pitt dan krijgt Donna een idee voor de feestdagen. Ze moeten allemaal hun naam op een papiertje zetten en dan trekken ze een papiertje en voor die naam moeten ze iets kopen. Steve trekt Nat, Clare trekt Donna, Brandon trekt Tracy, David trekt Joan en Kelly trekt Valerie. Deze moeten een cadeau kopen voor degene die ze getrokken hebben en andersom ook. Iedereen trekt eropuit om te gaan winkelen, zo gaan Tracy en Valerie samen en Steve en Brandon ook. Valerie heeft veel moeite om een leuk cadeau te kopen voor Kelly. Brandon vindt het moeilijk om iets voor Tracy te kopen omdat hij bang is dat zij er te veel waarde aan hecht voor wat hij haar geeft. Als de cadeau avond aangebroken is dan zit iedereen bij Brandon thuis. Iedereen is nieuwsgierig wie wat gekocht heeft.
David praat met Mel over de moeilijkheden die hij heeft met Felice nu hij verder wil met Donna. Mel wil de familie Martin uitnodigen voor een etentje bij Mel en Jackie. David vindt dit een uitstekend plan en zo komen ze op kerstavond daar eten. Felice begint meteen gemene opmerkingen te maken en verpest zo de hele avond. Donna is woest op haar moeder en wil haar niet meer zien. Ze komt later nog langs om haar excuses aan te bieden maar Donna weigert deze aan te nemen. Als ze allemaal in de After Dark zitten dan vraagt Felice aan David om te bemiddelen en hij haalt Donna over om met Felice te gaan praten.
Kelly krijgt een bericht van haar vader dat hij komt en wil graag iets afspreken met Kelly. Als Kelly gaat dan wacht haar een grote verrassing, haar vader is er niet maar in plaats daarvan ziet ze een jong vrouw zitten en die stelt zich voor als haar halfzus.
Milton heeft een kerstborrel georganiseerd voor vrienden en collega’s. Steve zegt dat hij niet kan komen omdat zijn moeder komt en wil graag tijd besteden met haar, Milton nodigt Steve en zijn moeder uit om op de kerstborrel en zo zullen ze komen. Milton wordt ineens zenuwachtig en blijkt dat hij een groot fan van haar is. Als ze elkaar ontmoeten dan ontstaat er een klik. Dit tot ontzetting van Steve en Clare.

## Rolverdeling
- Jason Priestley - Brandon Walsh
- Jennie Garth - Kelly Taylor
- Ian Ziering - Steve Sanders
- Brian Austin Green - David Silver
- Tori Spelling - Donna Martin
- Tiffani Thiessen - Valerie Malone
- Joe E. Tata - Nat Bussichio
- Kathleen Robertson - Clare Arnold
- Ann Gillespie - Jackie Taylor
- Michael Durrell - Dr. John Martin
- Dalton James - Mark Reese
- Jill Novick - Tracy Gaylian
- Katherine Cannon - Felice Martin
- Nicholas Pryor - Milton Arnold
- Christine Belford - Samantha Sanders
- Julie Parrish - Joan Diamond-Bussichio
- Ruth Livier - Joy Taylor